# Đerekari
Đerekari (en serbe cyrillique : Ђерекари) est un village de Serbie situé dans la municipalité de Brus, district de Rasina. Au recensement de 2011, il comptait 17 habitants.

## Démographie
| 1948 | 1953 | 1961 | 1971 | 1981 | 1991 | 2002 | 2011 |
| ---- | ---- | ---- | ---- | ---- | ---- | ---- | ---- |
| 82   | 79   | 80   | 70   | 46   | 37   | 23   | 17   |

|  |